# A Internet, ningú sap que ets un gos
"A Internet, ningú sap que ets un gos" (originalment en anglès On the Internet, nobody knows you're a dog) és un adagi i meme sobre l'anonimat a Internet que va començar com un títol d'un dibuix dibuixat per Peter Steiner i publicat per The New Yorker el 5 de juliol de 1993. Les paraules són les d'un gos gran assegut en una cadira en un escriptori, amb la seva pota al teclat de l'ordinador davant seu, parlant amb un gos més petit assegut a terra al seu costat. Steiner guanyà entre 200.000 i 250.000 dòlars el 2013 amb la seva reimpressió, moment en què s'havia convertit en la historieta més reproduïda de The New Yorker.

## Història
Peter Steiner, dibuixant i col·laborador de The New Yorker des del 1979, digué que, tot i que tenia un compte a Internet pel 1993, llavors no havia sentit un d’interès especial per Internet. Va fer el dibuix només a la manera d'un article "maquillatge", al qual va recordar que no hi havia atribuït cap significat "profund", que inicialment havia rebut poca atenció, però que se sentia com si hagués creat un "smiley" quan el seu dibuix va adquirir vida pròpia i no entenia del tot que acabés sent "tan conegut i reconegut".

## Context
La caricatura marcà un moment notable en la història d’Internet. Anteriorment Internet era domini exclusiu dels enginyers i acadèmics governamentals, però en aquells anys Internet es convertia en un tema de discussió en revistes d’interès general com The New Yorker. El fundador de Lotus Software i primer activista d'Internet, Mitch Kapor, va comentar en un article de la revista Time el 1993 que "el veritable senyal que l'interès popular havia assolit la massa crítica va arribar aquell estiu quan el New Yorker va imprimir el dibuix que mostrava dos canins amb coneixements sobre ordinadors".
D'acord amb Bob Mankoff, llavors editor de dibuixos a The New Yorker 'La caricatura va xocar amb la nostra desconfiança sobre la façana fàcil que podria ser llançat per qualsevol persona amb un coneixement rudimentari d’html'.

## Implicacions
La caricatura simbolitzà l'alliberament de la presència a Internet dels prejudicis populars. La sociòloga Sherry Turkle explicà: "Pots ser qui vulguis ser. Podeu redefinir-vos completament si voleu. No us haureu de preocupar dels prejudicis interessats d'altres persones. No miraran el vostre cos i faran suposicions. No sentiran el vostre accent i faran suposicions. Tot el que veuran seran les teves paraules."
La caricatura transmet una comprensió de la privadesa d’Internet que implica la possibilitat d’enviar i rebre missatges (o de crear i mantenir un lloc web) darrere d'una màscara d’anonimat. Lawrence Lessig suggerí que "ningú ho sap" perquè els protocols d'Internet no requereixen que cap usuari confirmi la seva pròpia identitat. Tot i que un punt d'accés local, per exemple, una universitat pot requerir confirmació d'identitat, manté aquesta informació de forma privada, sense incloure-la en transaccions externes d'Internet.
Un estudi de Morahan-Martin i Schumacher (2000) sobre l’ús compulsiu o problemàtic d’Internet discutí aquest fenomen, suggerint que la capacitat de representar-se a si mateix darrere de la màscara d'una pantalla d’ordinador pot ser part de l’obligació d’entrar en línia. La frase es pot entendre "per significar que el ciberespai serà alliberador perquè el gènere, la raça, l'edat, l'aspecte o fins i tot l'aparença de gos estan potencialment absents o alternativament fabricats o exagerats amb una llicència creativa sense comprovar per a multitud de propòsits legals i il·legals", un pensament que es feia ressò de les declaracions fetes el 1996 per John Gilmore, una figura clau de la història d'Usenet. La frase també indicava la facilitat de transformar-se amb un ordinador: representar-se a si mateix de diferent gènere; edat; carrera; classe social, cultural o econòmica, etc. En un sentit similar, "la llibertat que el gos opta per aprofitar-se és la llibertat" depassar "com a part d'un grup privilegiat; és a dir, usuaris humans d'ordinadors amb accés a Internet".

## A la cultura popular

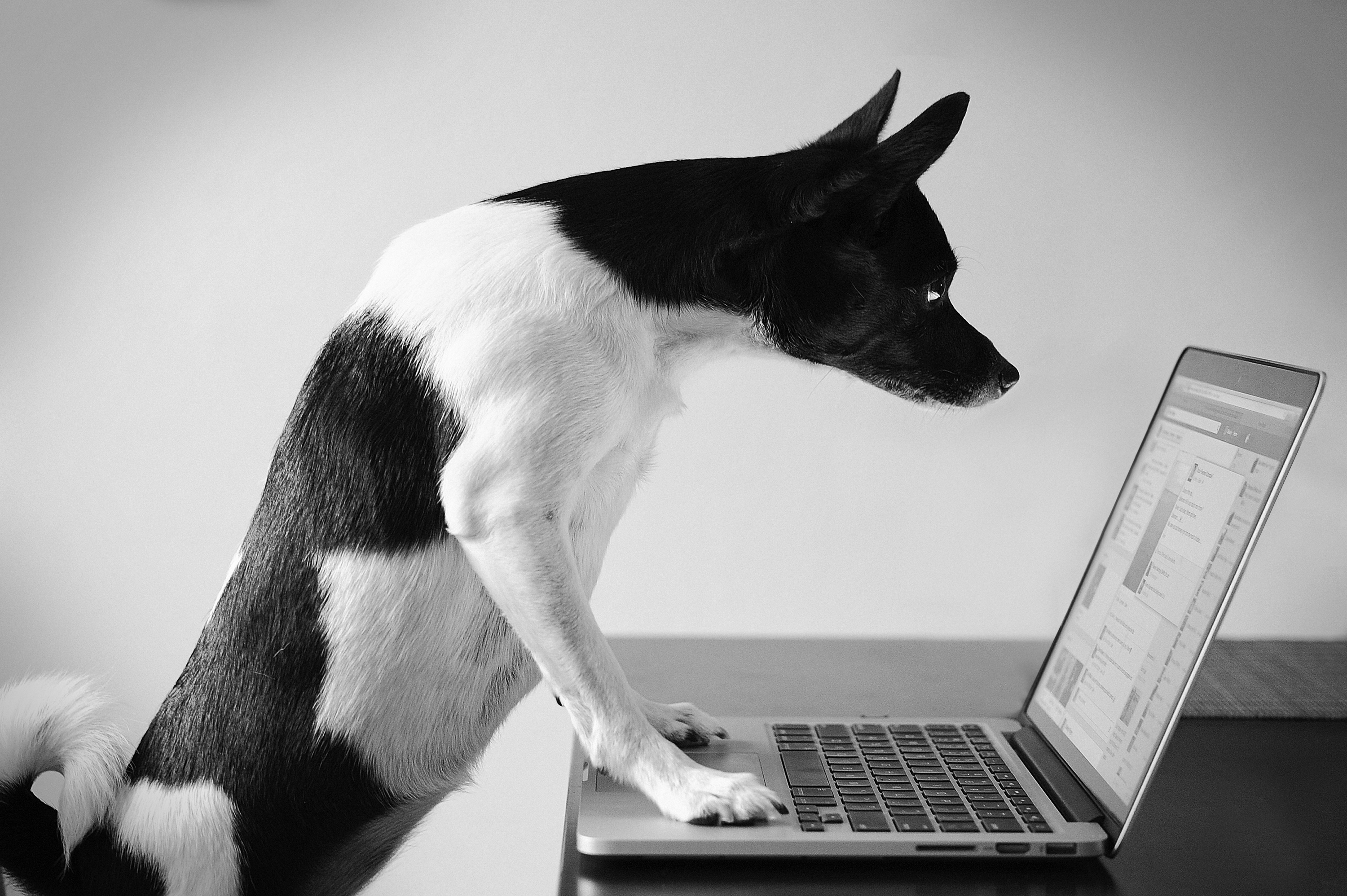
Foto de la Marina dels Estats Units del 2014 d'un gos a l'ordinador

- El dibuix va inspirar l'obra de teatre Nobody Knows I'm a Dog d'Alan David Perkins. L’obra gira al voltant de sis individus, incapaços de comunicar-se eficaçment amb persones de la seva vida, que, tot i això, troben el coratge de socialitzar de forma anònima a Internet.[1]
- La suite d'Internet d'Apple Cyberdog va rebre el nom per aquesta caricatura.[15]
- El llibre Authentication: From Passwords to Public Keys[16] de Richard E. Smith mostra la caricatura de Steiner a la portada, amb el gos de la historieta replicat a la contraportada.
- Un dibuix de Kaamran Hafeez publicat a The New Yorker el 23 de febrer de 2015 presenta un parell de gossos semblants que observaven el seu amo assegut a l’ordinador, i un preguntava a l’altre: "Recordeu quan, a Internet, ningú sabia qui éreu?".[17]
- La frase ha esdevingut un refrany d'ús freqüent en discussions sobre Internet[18] i, com a tal, s'ha convertit en un meme d'Internet, fins i tot icònic per a la cultura d'Internet.[19]